# Irene Garrido Valenzuela
Irene Garrido Valenzuela (Madrid, 29 de març de 1960) és una política espanyola, diputada per Pontevendra al Congrés durant la X, XI i XII legislatura.

## Biografia
Es va graduar i va doctorar en Ciències Econòmiques i Empresarials per la Universitat de Santiago de Compostel·la. Va aconseguir una plaça a la Universitat de Vigo, on entre 2001 i 2003 va ser secretària del Departament d'Economia Financera i Comptabilitat. Entre 2003 i 2006 va ser vicedegana d'Extensió Universitària i Pràctiques en Empreses i des de 2006 és directora del Departament d'Economia Financera i Comptabilitat de la Universitat de Vigo, així com coordinadora del centre docent de recerca de la Universitat Internacional Menéndez Pelayo des de juliol de 2006 fins a desembre de 2008.
En 2011 va concórrer en les llistes del PP al Congrés per la província de Pontevedra, resultant triada. En 2014 va ser nomenada presidenta de l'Institut de Crèdit Oficial, sent la primera dona a ocupar aquest càrrec en la història de la institució. Un any més tard va dimitir per presentar-se de nou en la candidatura del PP per Pontevedra, en les eleccions generals de 2015, després de les quals va tornar a ser diputada, i va revalidar aquesta posició en 2016. Aquest mateix any va ser triada per ocupar el lloc de Secretària d'Estat d'Economia i Suport a les Empreses, del Ministeri d'Economia i Competitivitat d'Espanya.